# T·PARK 源·區
T·PARK 源·區（英語：T·PARK）是香港首個自給自足的污泥處理設施，位於香港屯門曾咀稔灣路25號，耗資53億港元興建，由環境保護署管理。包括每天可處理高達2,000公噸污泥的污泥焚化爐、發電系統、海水化淡廠，以及教育和自然生態設施，體現「轉廢為能」的優點。T·PARK「源·區」中的「T」字代表「轉煥」，有「轉廢為能，煥然一新」的意思，標誌着香港致力落實「轉廢為能」策略的決心，並鼓勵全港市民一起加強環保行動，共同應對氣候變化，深化節能減廢及打造低碳的香港。
污泥焚化爐利用先進焚化系統，把污泥體積減少達90%，大幅紓緩堆填區的壓力。焚燒產生的熱能可以發電，供園區所有設施日常運作之用，剩餘電力更可輸往公眾電網，最高可供4,000個家庭使用。海水化淡廠每天可製造600立方米的淡水，又會收集雨水作非飲用用途；而污水經處理後會用於灌溉、沖廁和清潔，全面達到污水零排放。源‧區更設有香港唯一的公眾水療場館，利用燃燒污泥產生的熱力把水加熱。
T·PARK 源·區於2016年4月聯同「淨化海港計劃第二期甲」在2016年全球水獎年度污水處理專案類別中，獲得卓越級別殊榮。其建築設計，在香港工程師學會和英國結構工程師學會合辦的年度卓越結構大獎中，獲最高級別的獎項。

## 歷史
2009年6月5日，香港立法會財務委員會通過撥款51億元，在屯門曾咀興建污泥（處理污水後產生的殘留物）焚化爐，預計2010年動工，每日可處理2,000公噸污泥。環境保護署在2010年10月27日與承建商簽約，在屯門曾咀興建波浪流線型設計的污泥處理設施，造價50億元，建造期內創造600多個職位；2013年投入服務。有關設施會採用最新高溫焚化技術，以符合最高的歐盟環保要求及排放標準，運作時產生熱能會轉化成電力，除可供應設施所需外，剩餘電力會輸出至電網；日後營運需聘請60名員工，將優先聘用屯門區居民。
建築由已故法國著名建築師Claude Vasconi（1940－2009）設計，流線和波浪型的設計概念源自四周的山巒海岸。善用日光、自然通風和天台綠化，有效發揮節能作用。污泥焚化爐於2015年4月初步運作，命名為源 · 區（T · PARK），於2016年5月19日正式啟用，開放予公眾參觀。

## 設施
T·PARK 源·區共分十個區劃：
源·點（T·Corner）

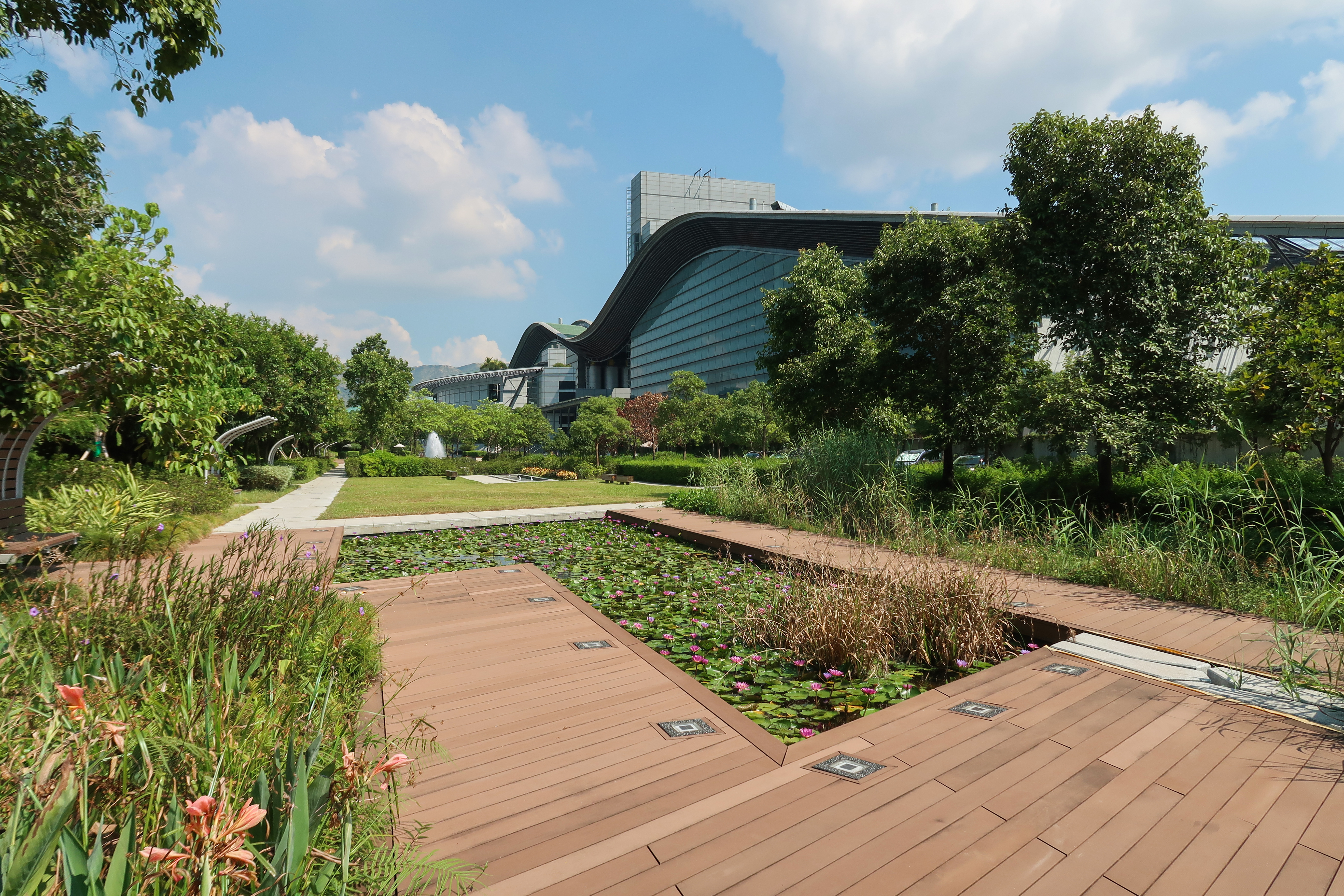
戶外園林花園源·林

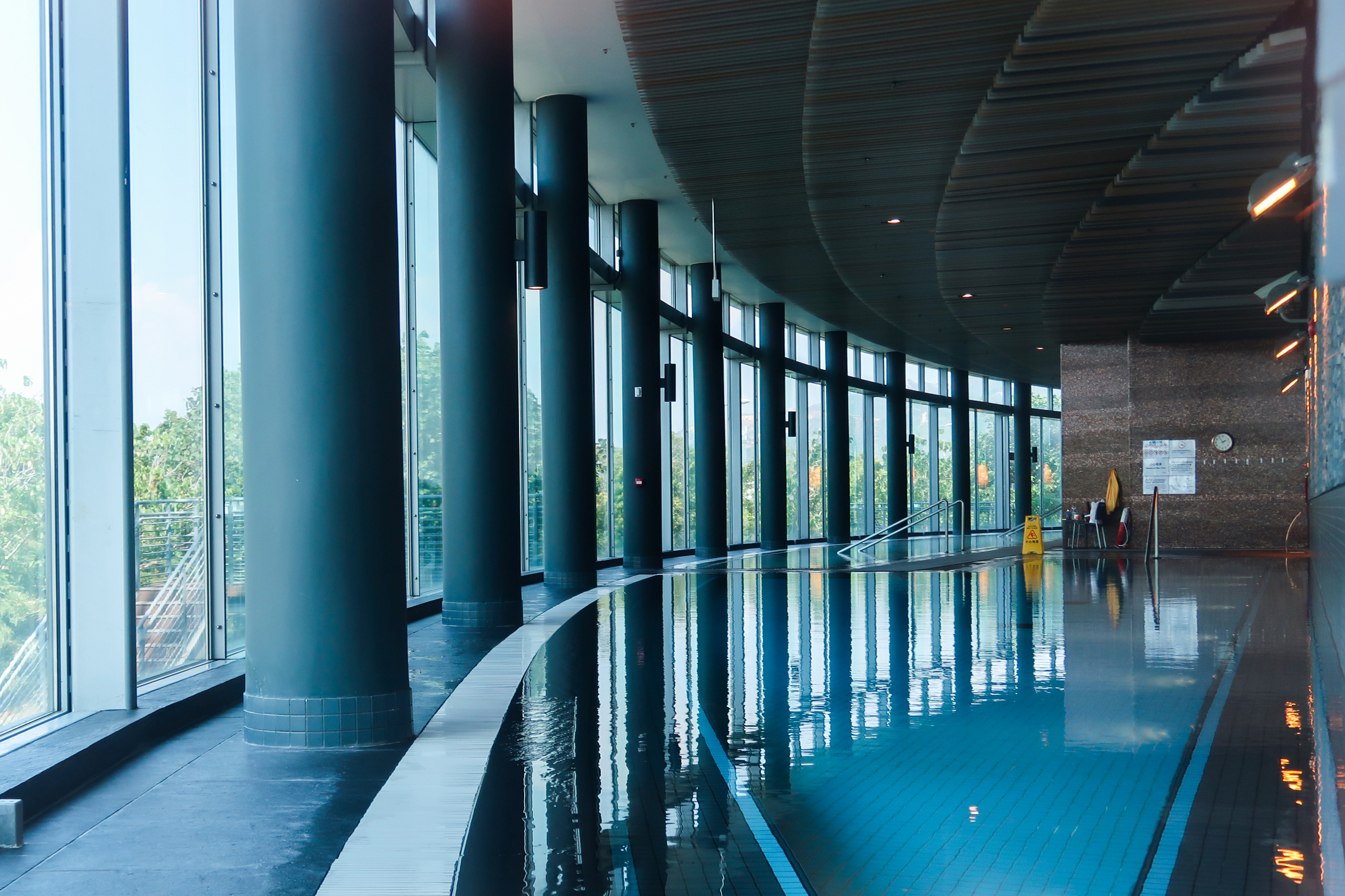
源·泉（T·Spa）是香港唯一的公眾水療場館

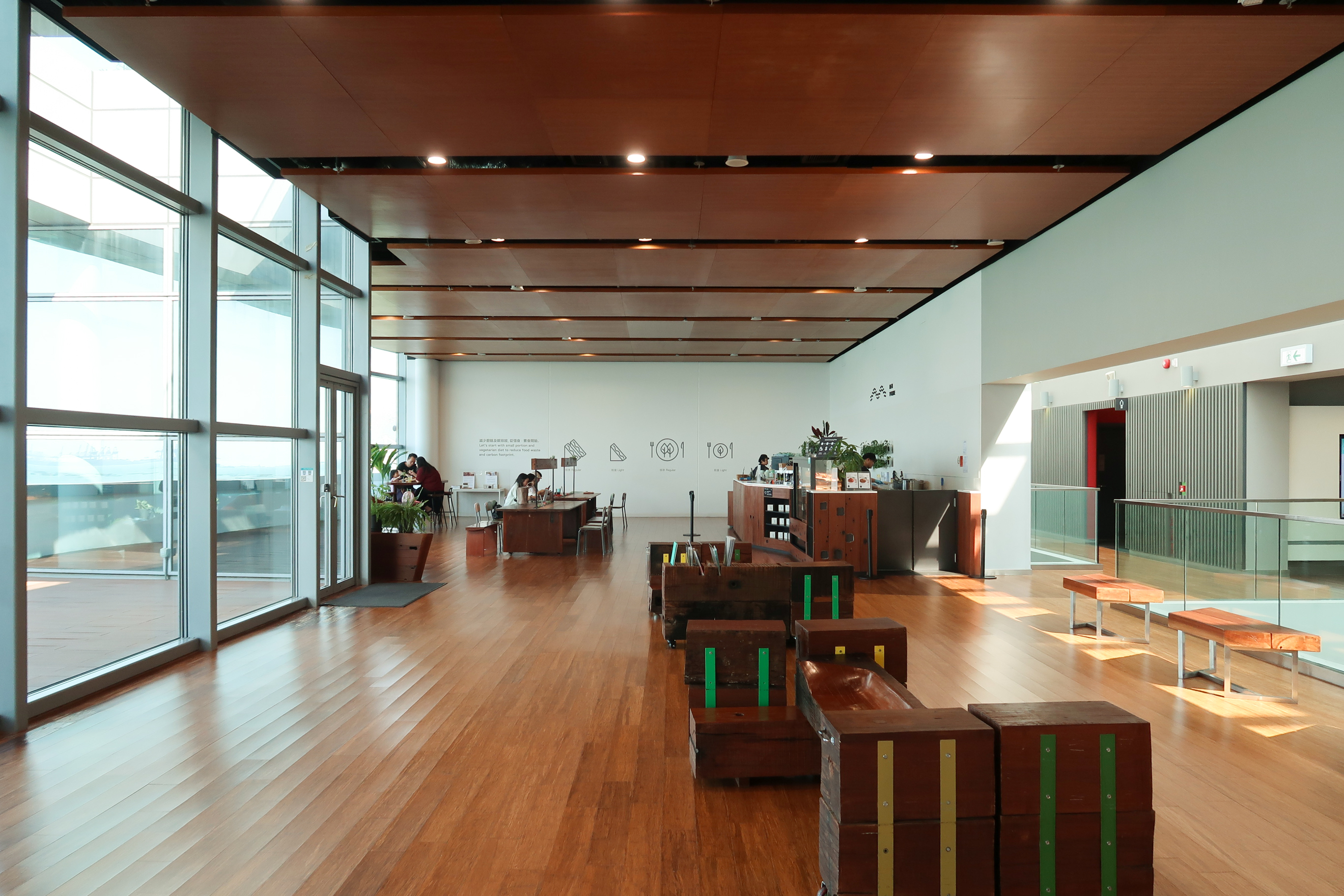
源·茶（T·Cafe）

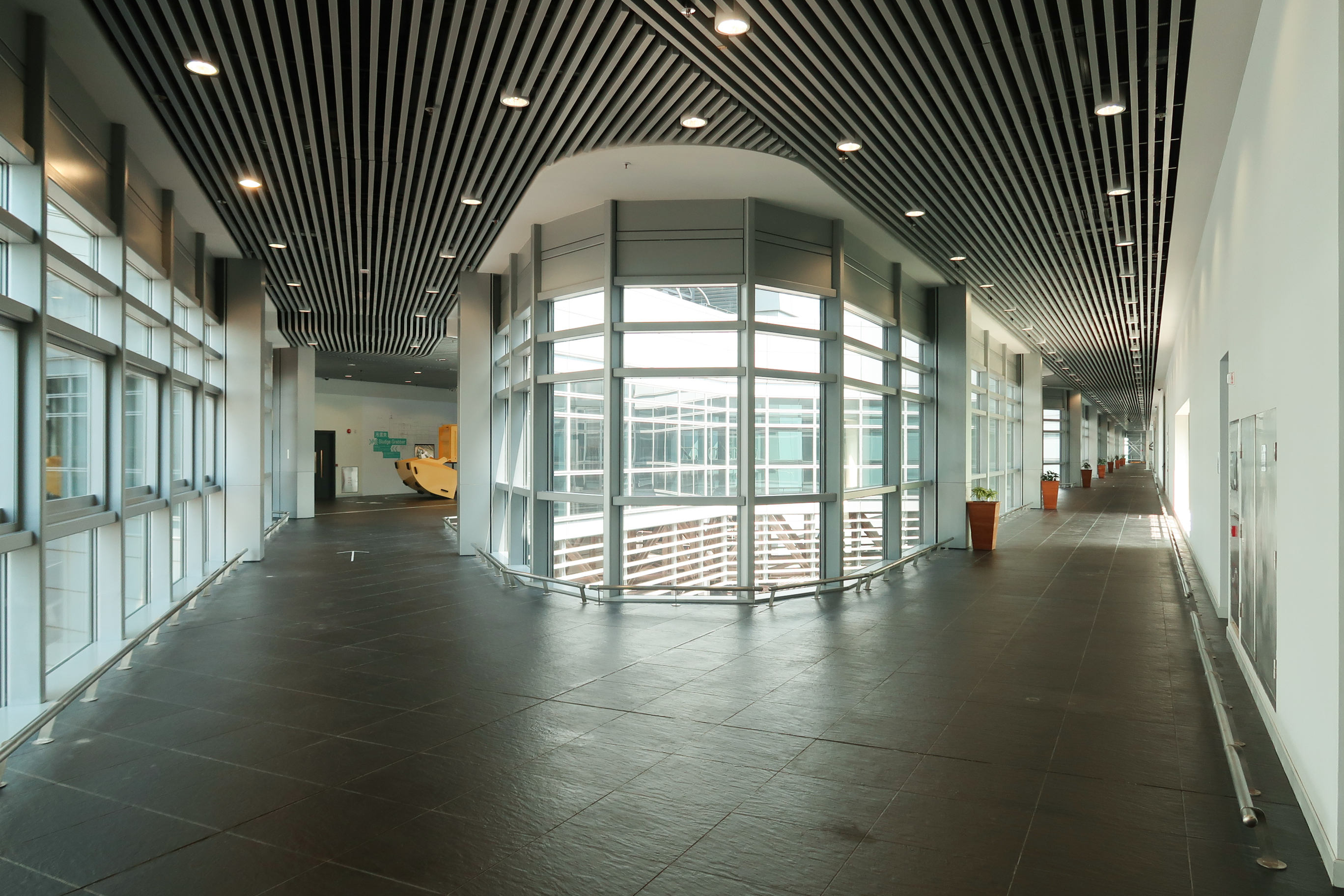
源·廊（T·Gallery）

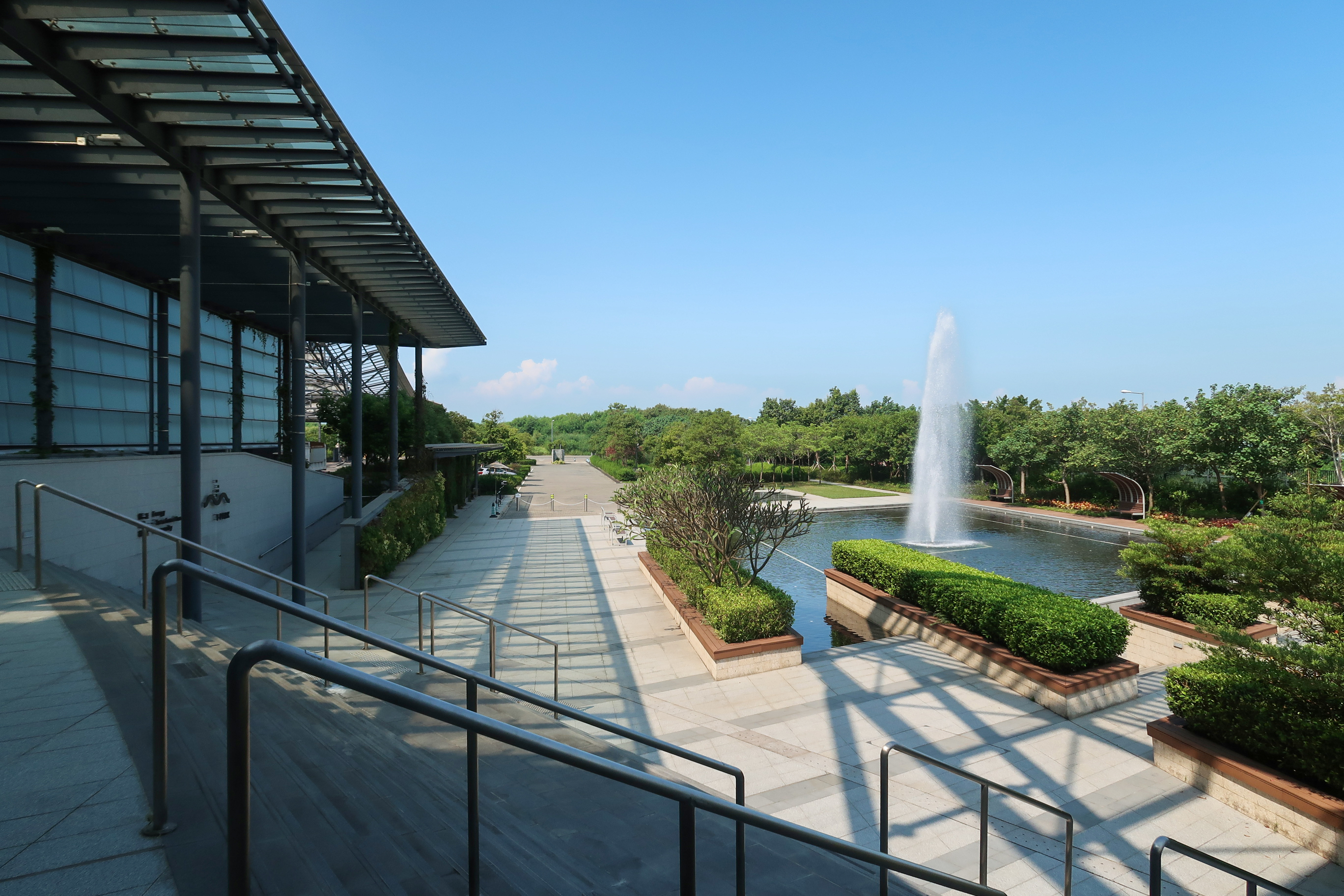
源·區入口和其噴水池

等候和休息區，備有互動展品介紹環保資訊和播放自然生態短片。
源·廳（T·Theatre）
演講廳及影院，備有的燈光影音系統，並播放介紹源．區的短片。
源·林（T·Garden）
位於源·區西面正門入口，超過9,800平方米的戶外園林花園，設有噴泉花園、悠閒花園、禪園、濕地花園和戶外足浴池。
源·湖（T·Habitat）
位於源·區東面，重建的雀鳥保護區，樹木林立。遊人可在此觀賞自然野生生物。
源·臺（T·Roof）
天台花園，位於環境教育中心的天台，可鳥瞰后海灣的美麗景色。
源·茶（T·Cafe）
自助茶館，由香港循理會社會企業管理，於2016年7月29日投入服務。茶館提供簡單輕食；此外，商店的桌椅是以灣仔碼頭的廢木作建築材料，較一般桌椅環保。
源·館（T·Hall）
公眾展覽館，訪客可在這展覽廳透過一系列的創新和互動展品，認識污泥處理的過程。
源·廊（T·Gallery）
公眾觀賞走廊，透過大型玻璃窗，看到設施的營運情況。源·廊亦設有一系列與實物一樣大小的模型，讓旁人欣賞。。
源·泉（T·Spa）
香港唯一的公眾水療場館，設有三個不同溫度的水療池，均以污泥焚化過程中的餘熱保持恆溫。熱水池加入礦物鹽，促進血液循環。。
源·景（T·Sky）
室內展望台，位於行政大樓十樓頂層，可欣賞后海灣四周景致，並有一系列具環保意念的傢具和升級回收的陳列品以供參觀。

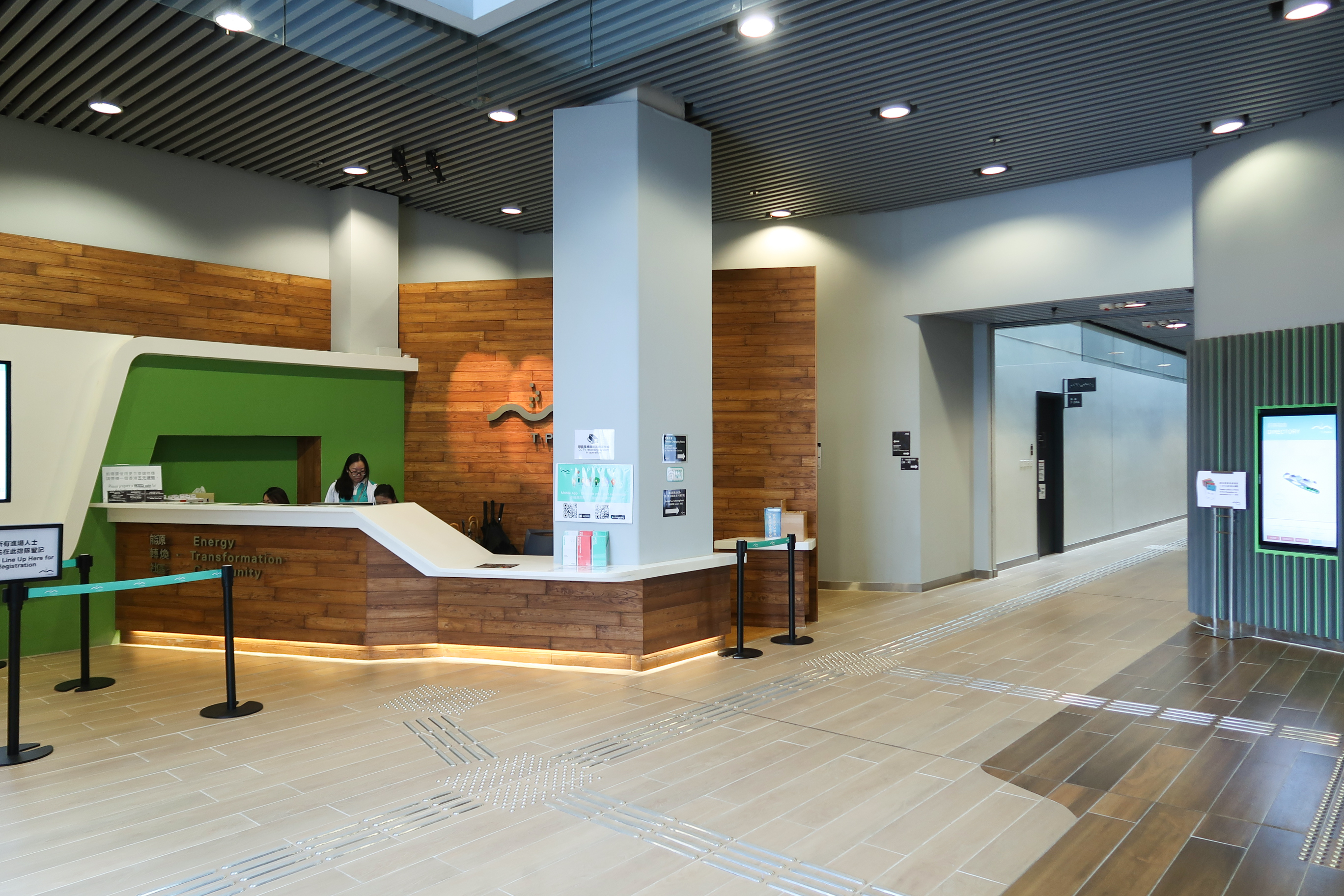
地下接待處
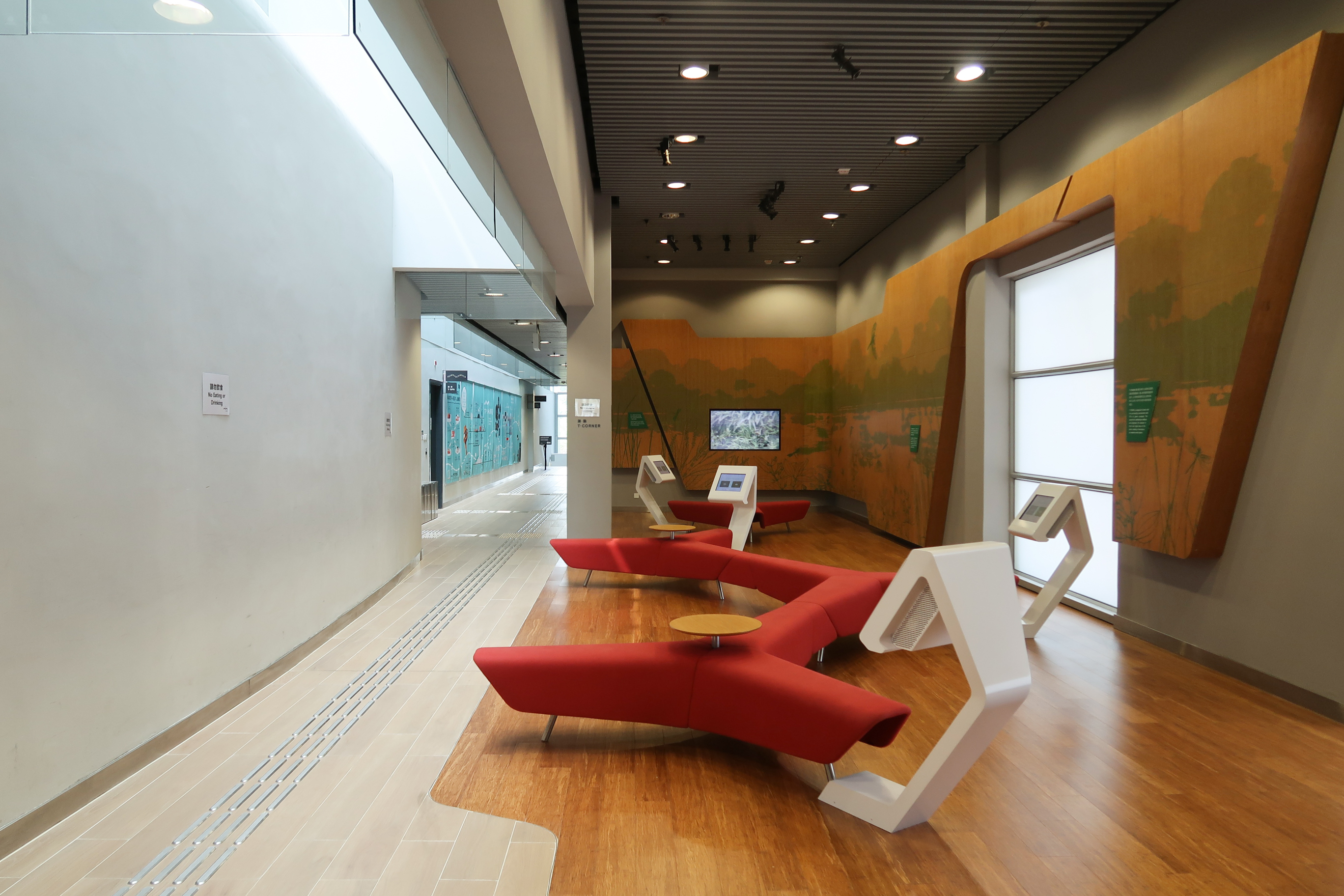
地下源·點（T·Corner）展品
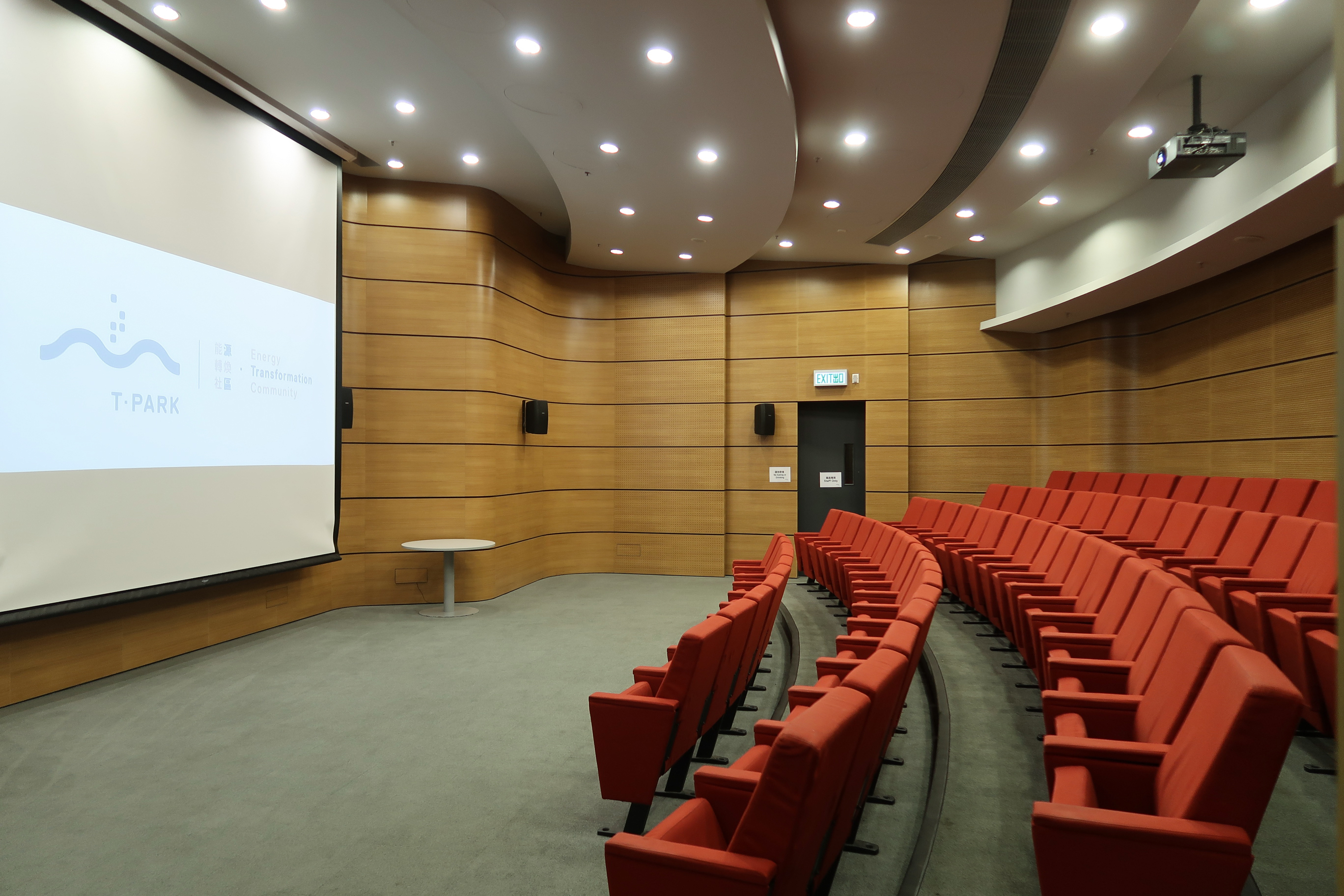
地下演講廳及影院
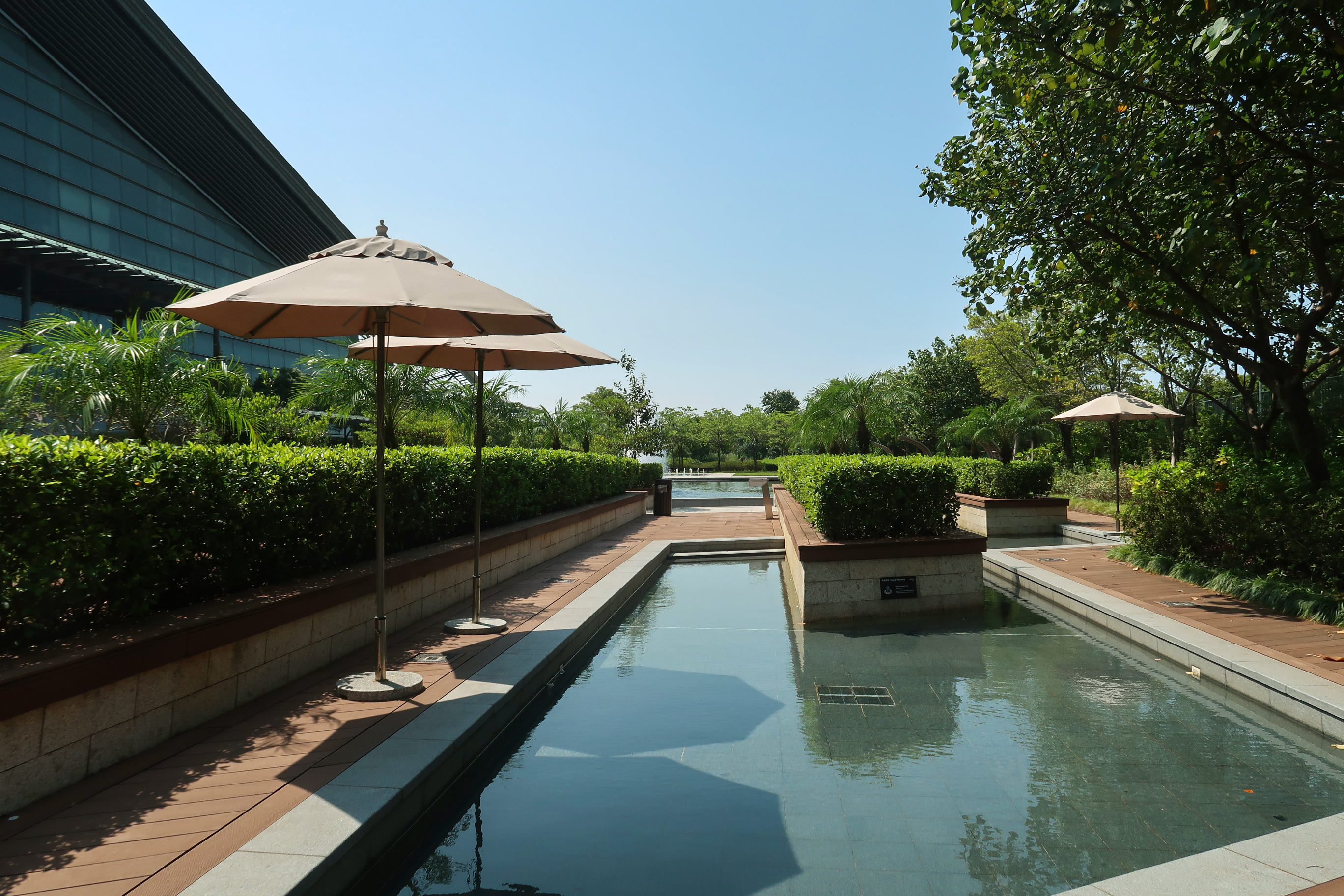
戶外足浴池
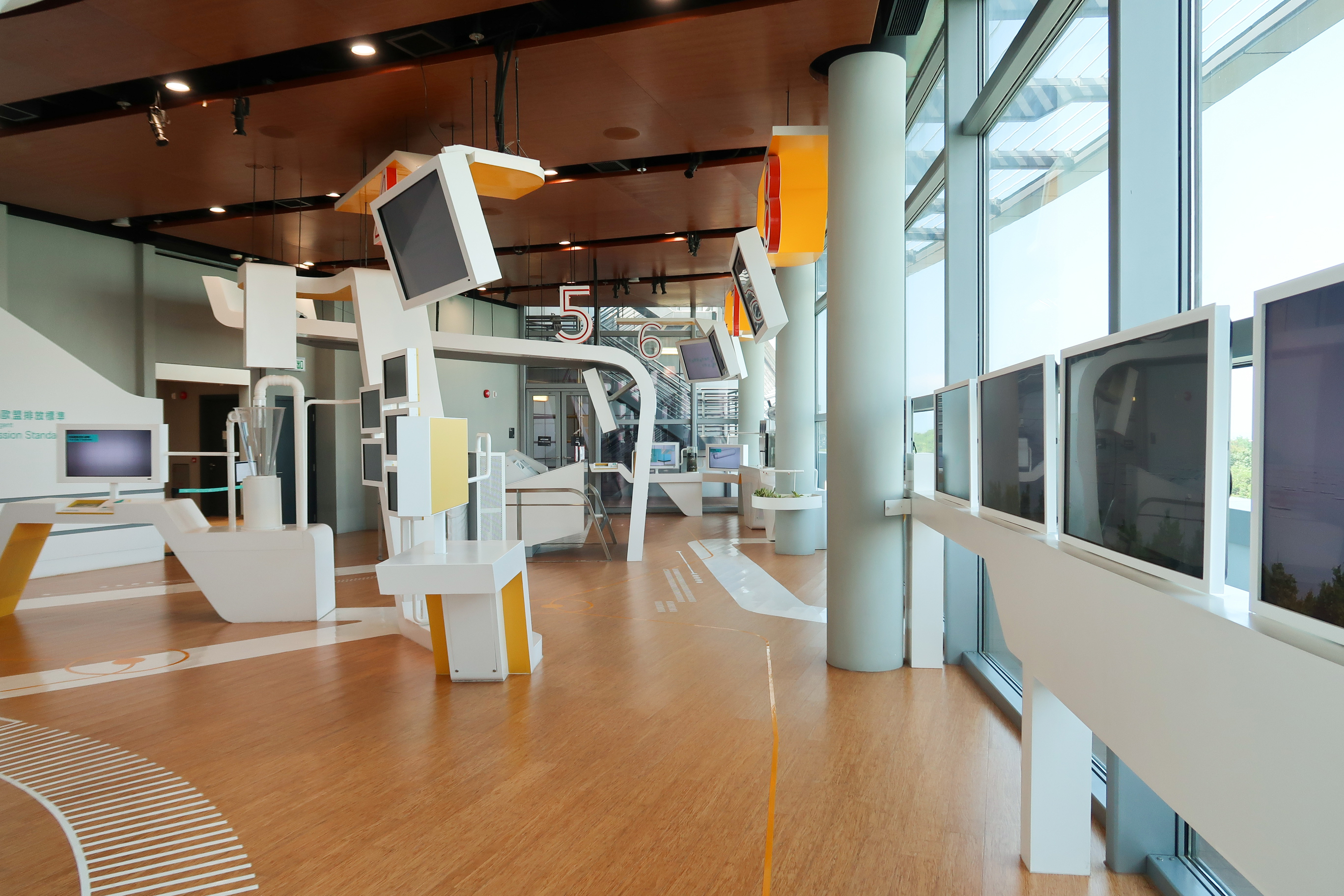
1樓公眾展覽館源·館（T·Hall）
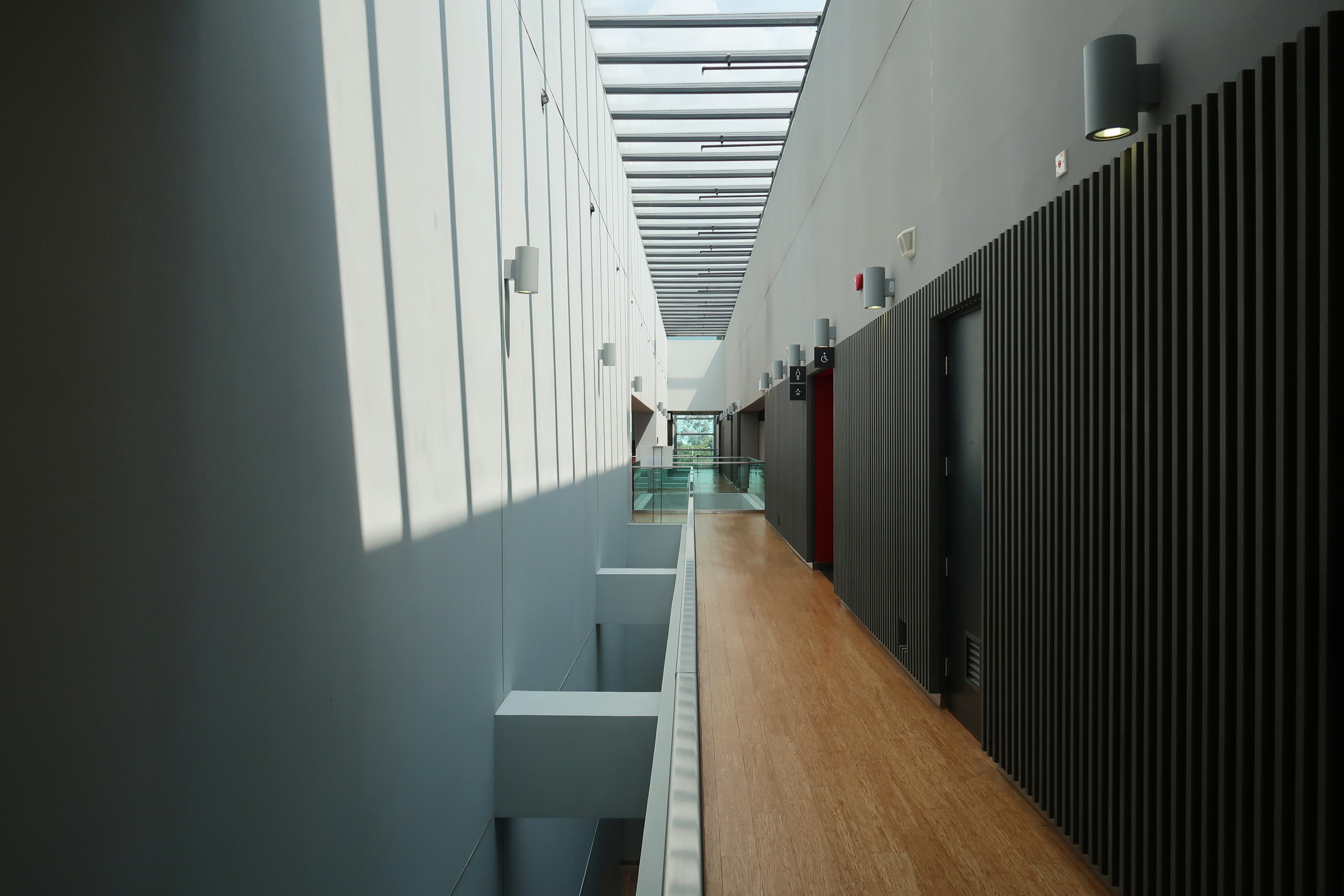
展覽館中庭
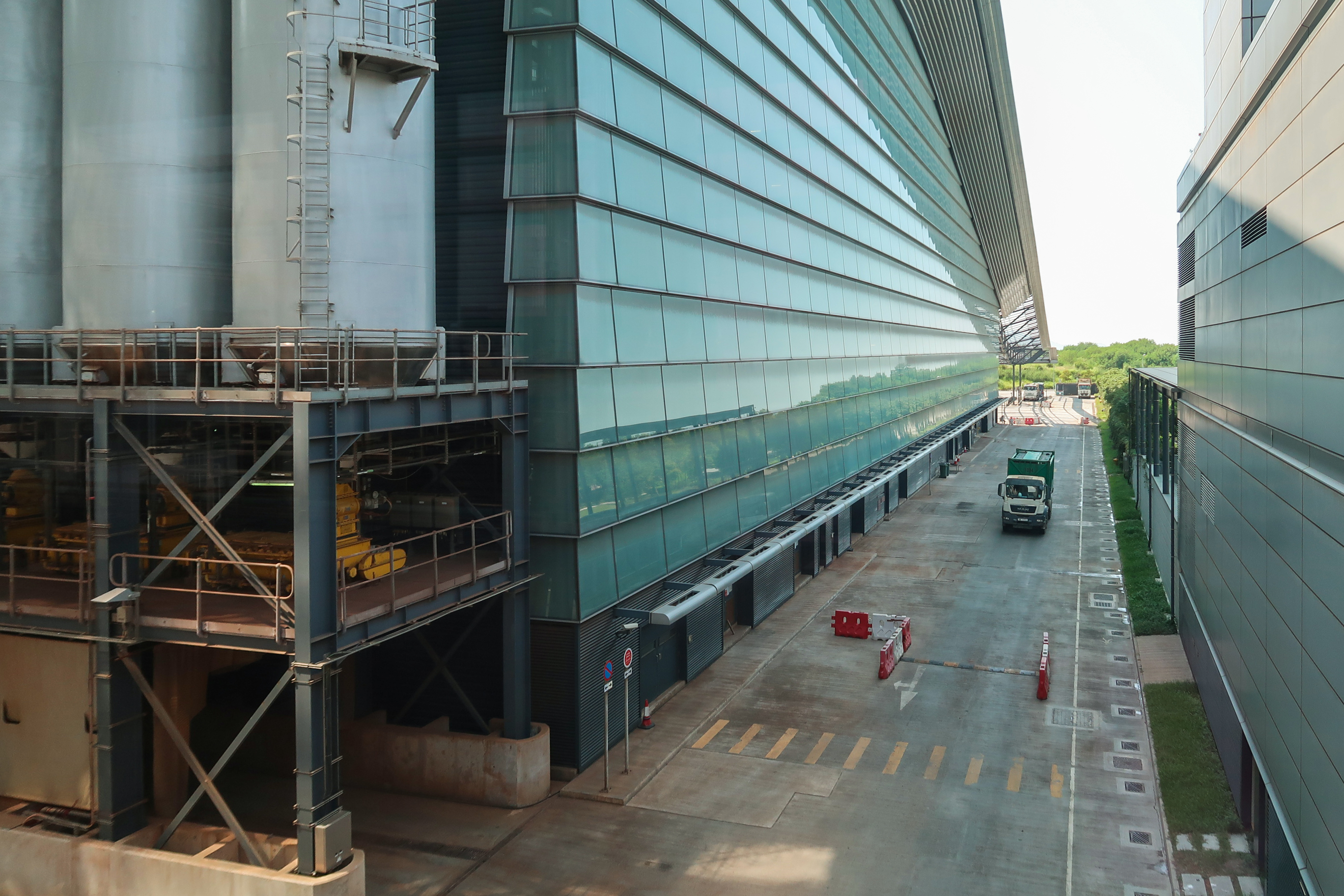
污泥車進入污泥處理設施
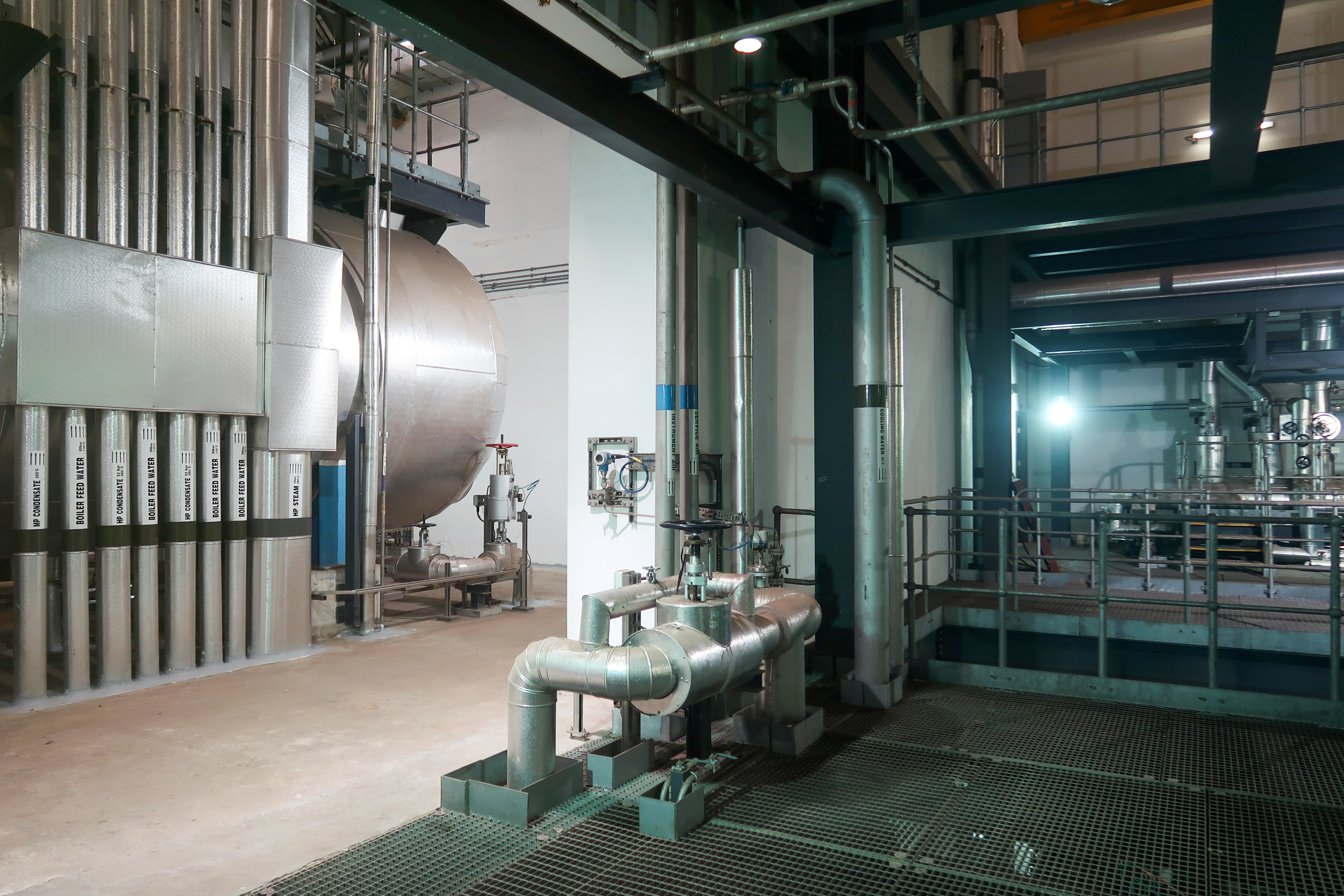
污泥處理設施
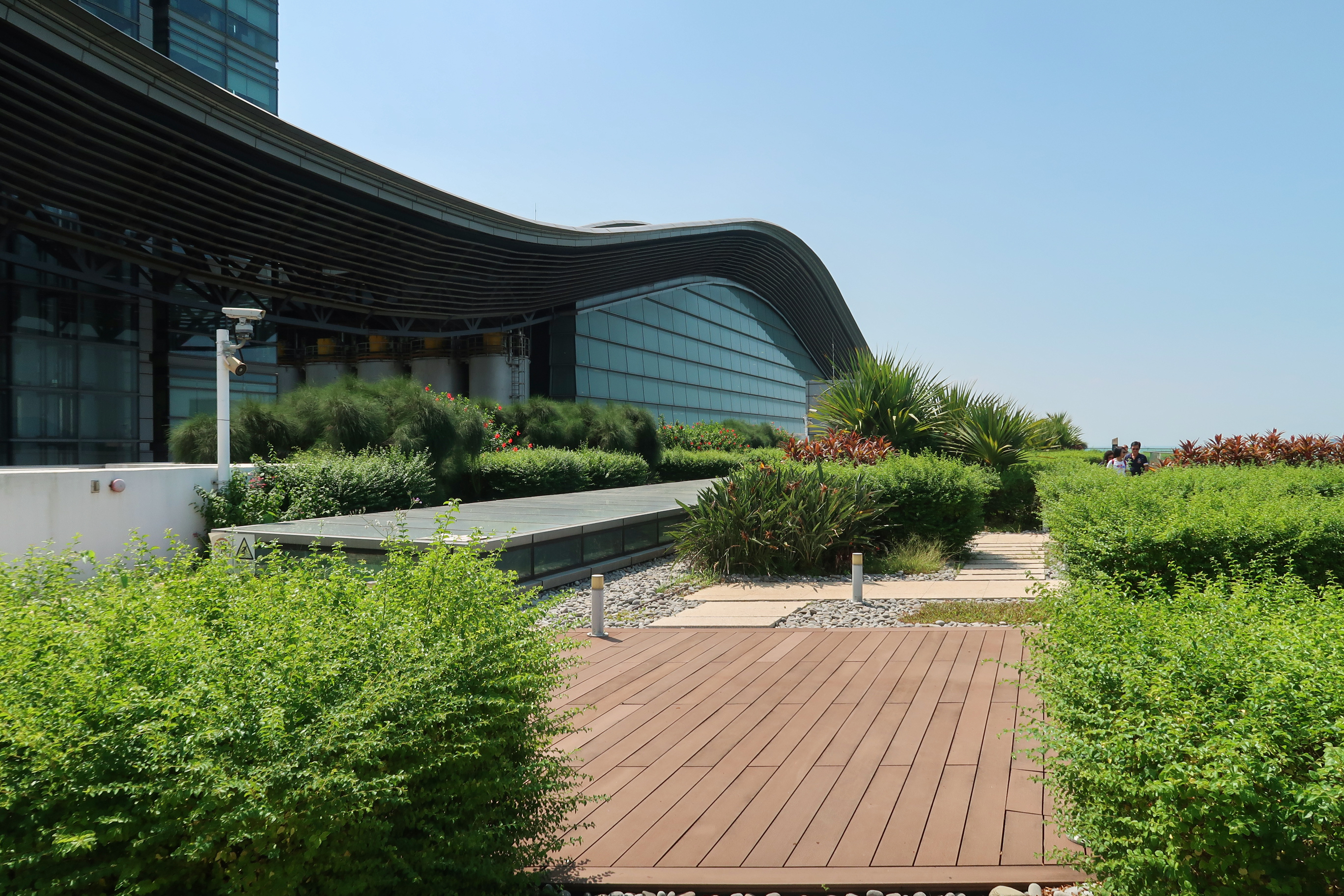
2樓天台花園源·臺（T·Roof）
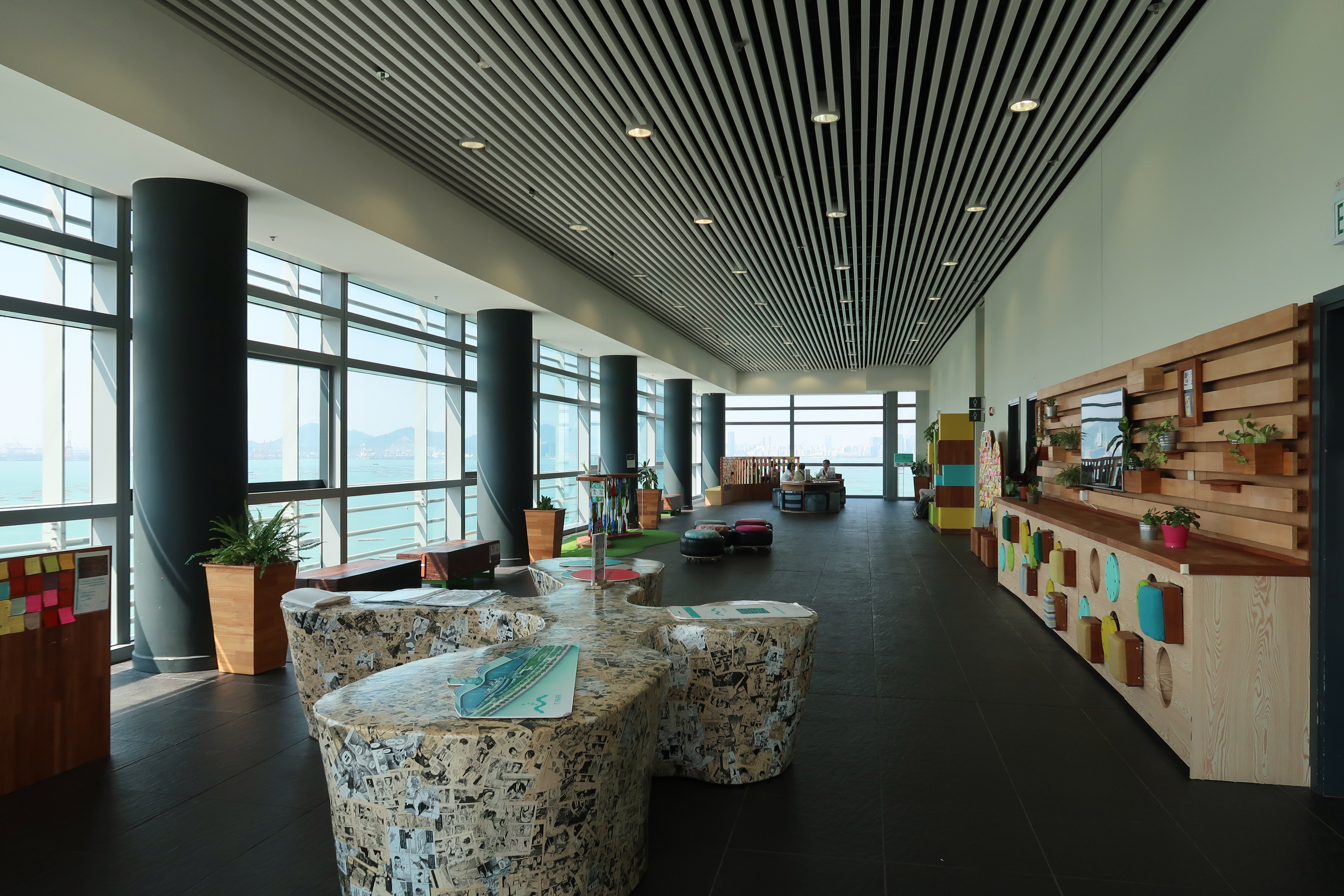
10樓室內展望台源·景（T·Sky）

## 開放時間
開放時間為每星期一至日（星期二休息），每日上午十時至下午七時。

## 交通

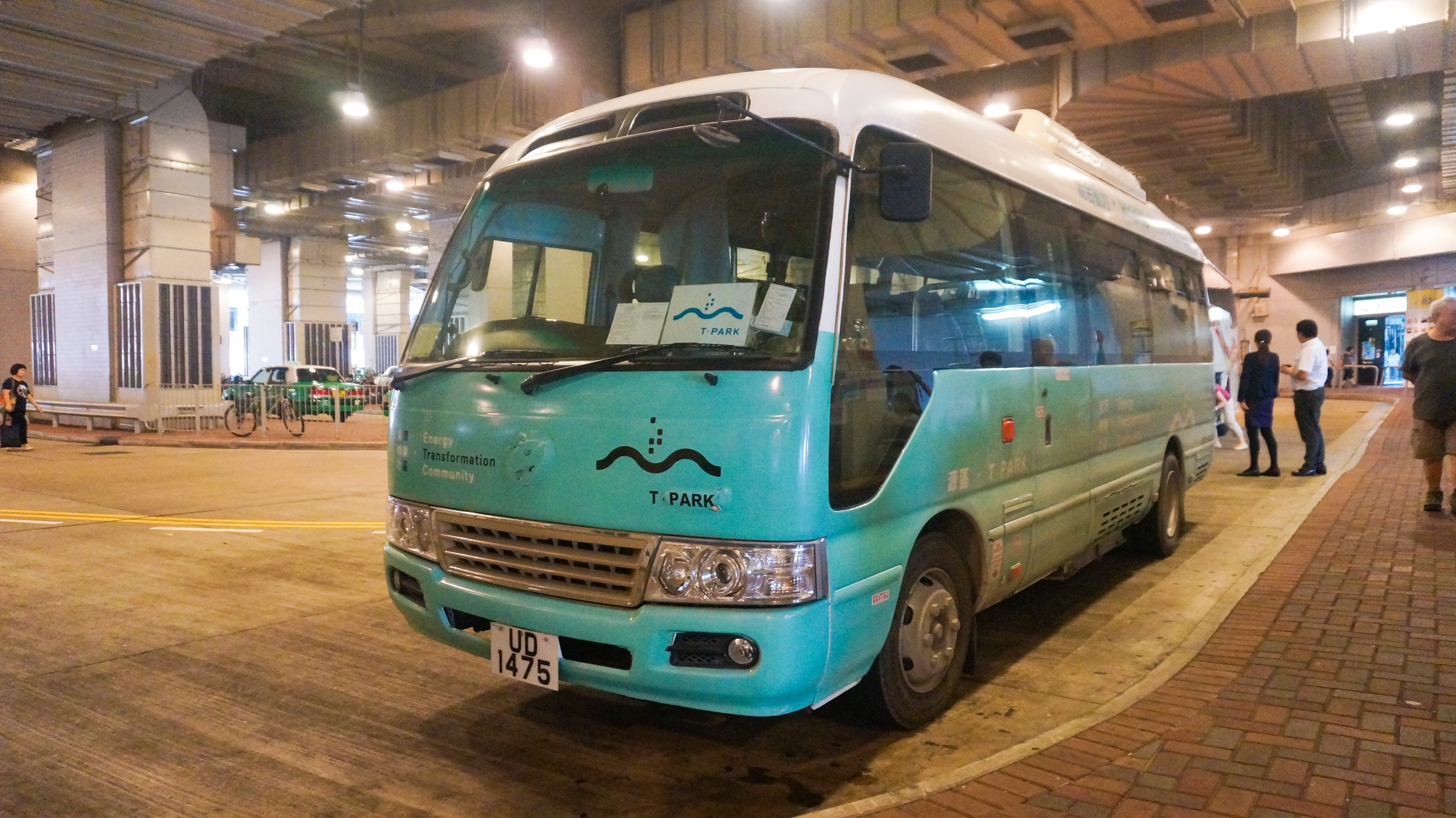
源·區設有穿梭巴士來往屯門V city及源·區

此地點並沒有公共小巴或巴士直達或到達；唯源·區設有穿梭巴士來往屯門V city及源·區，並需要預約。一般市民可以自行由屯門曾咀靈灰安置所下車後，經稔灣路前往。

## 參觀人次
在T·PARK 源·區開幕半年後（2017年元旦），參觀人次已逾4萬人。
在源·區開幕在一年後，參觀人次已逾7.3萬人。

## 事件
- 2019年2月16日下午約5時，有建築工人在工地內發現一個炸彈組件，因此報警求助。警方接報到場後，發現沒有炸藥，並檢走有關組件[16]。

## 鄰近設施
- 新界西堆填區
- 屯門曾咀靈灰安置所

## 外部連結
- 官方网站
- T·PARK 源·區的Facebook專頁
- T·PARK 源·區的Instagram帳戶
- YouTube上的T·PARK 源·區頻道